# آبشار تاوگانوک
آبشار تاوگانوک (به انگلیسی: Taughannock Falls) آبشاری است که در کشور ایالات متحده آمریکا واقع شده‌است و بلندترین ریزشگاه آن ۶۵ متر ارتفاع دارد. حوضهٔ آبریز این آبشار، رود تاوگانوک است.

## نگارخانه

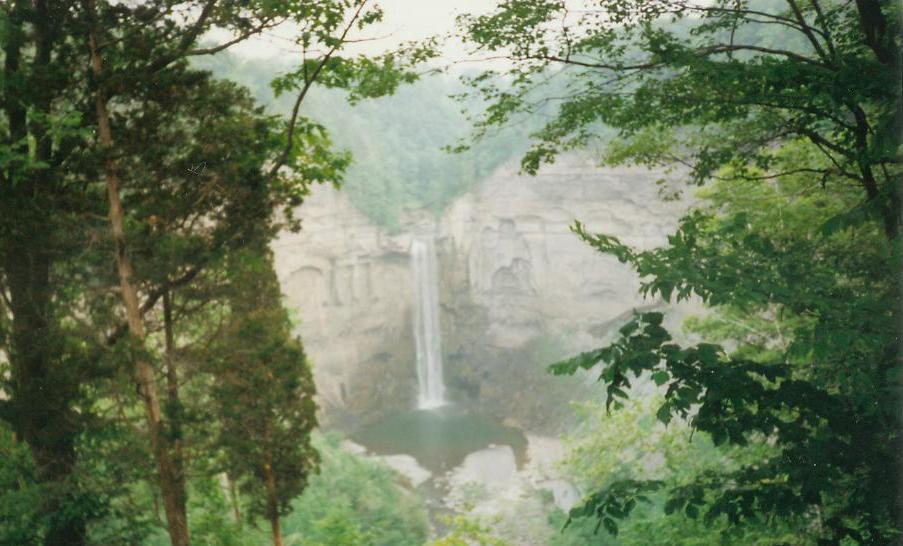
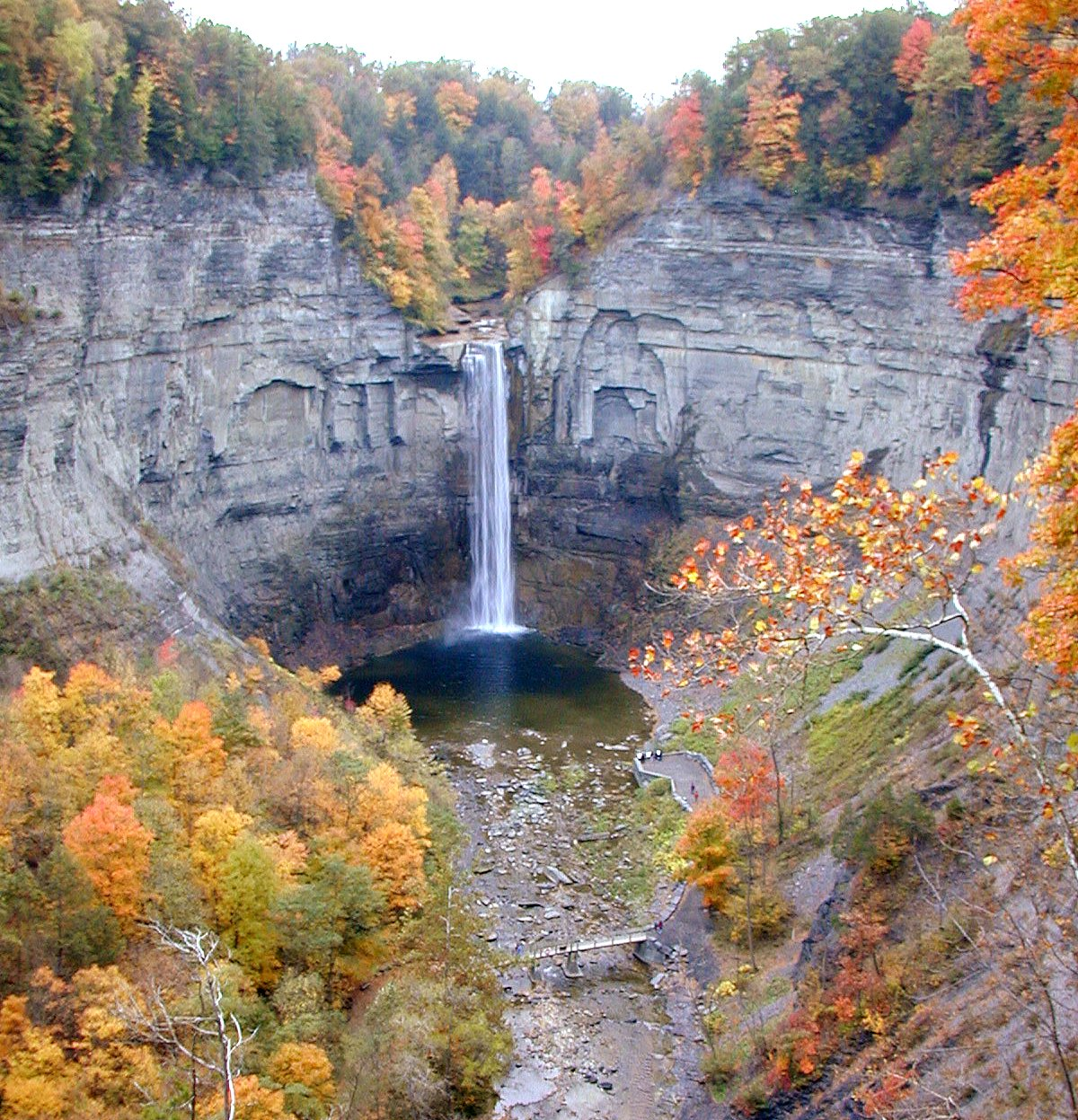
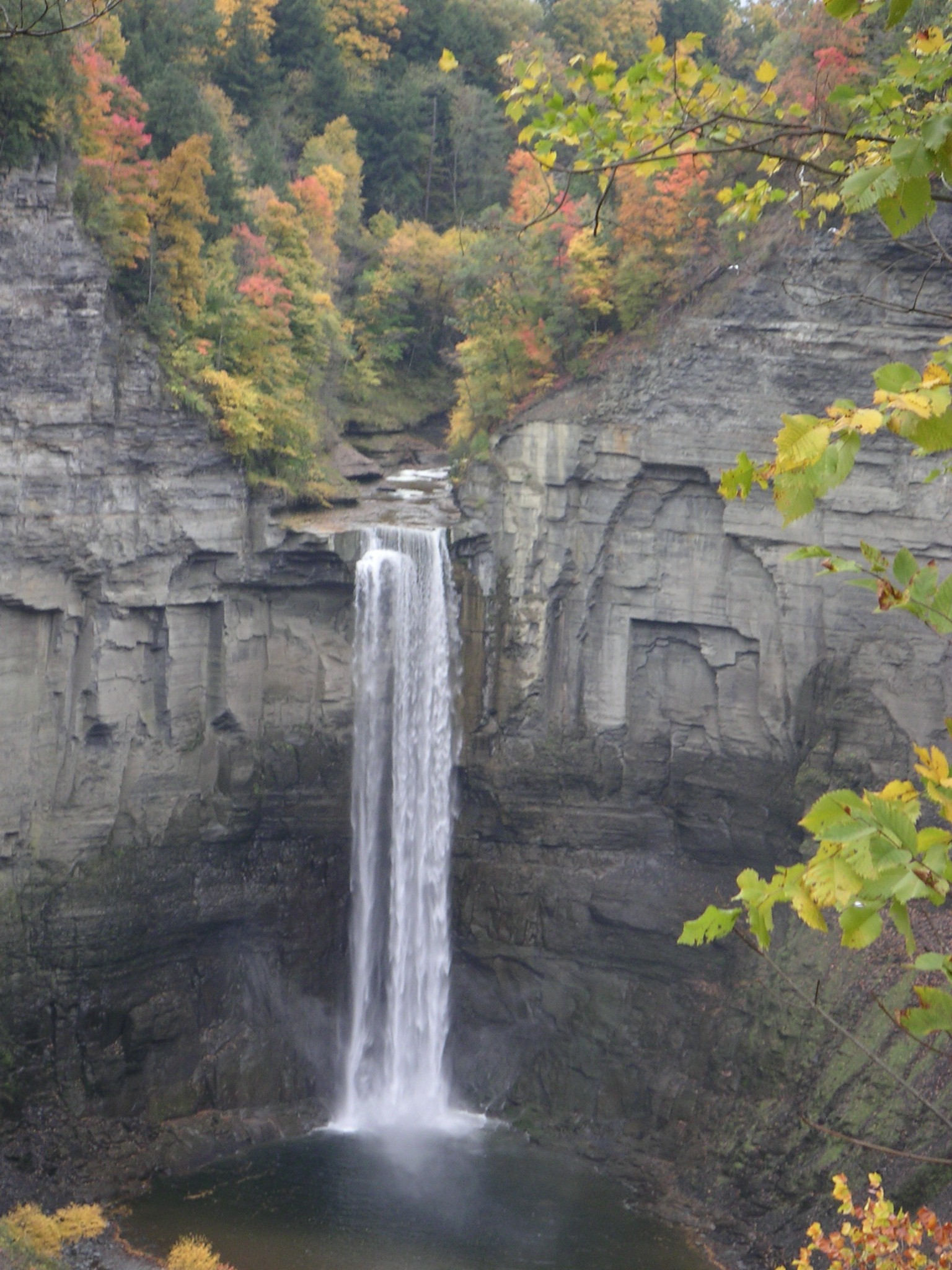